# Захарченко Василь Іванович
Васи́ль Іва́нович Заха́рченко (1 січня 1936, с. Гутирівка, Полтавська область — 5 грудня 2018, Черкаси) — український письменник, лауреат Національної премії України імені Тараса Шевченка.

## Біографія
Народився 1936 року в селі Гутирівка на Полтавщині, письменник і журналіст, лауреат літературних премій імені Юрія Яновського, імені Андрія Головка, премії Олекси Гірника. Живе й працює в Черкасах.
1995-го року Василь Захарченко став лауреатом Національної премії України імені Тараса Шевченка за новий роман «Прибутні люди», опублікований 1994 року в журналі «Вітчизна». Ця найвища літературна нагорода мовби підсумувала творчі здобутки кількох десятиріч відомого українського письменника-прозаїка.
Свій літературний шлях Василь Захарченко розпочав у 1963 році, опублікувавши перше оповідання. Відтоді стали з'являтися одна за одною збірки повістей і оповідань «Співучий корінь» (1964), «Стежка» (1968), «Дзвінок на світанні» (1981), «У п'ятницю після обід» (1982) та ін. У довіднику «Письменники радянської України. 1917—1987» сказано, що Василь Захарченко член Спілки письменників з 1982 року. Але в довідниках, що виходили раніше, можна прочитати, що до письменницьких лав Василь Захарченко був прийнятий ще в 1962 році. Річ у тому, що Василя Захарченка виключили зі спілки, затвердивши це рішення й на президії правління СПУ 19 жовтня 1972 року. А 31 січня 1973 р. його було заарештовано за антирадянську діяльність за ст. 62 КК УРСР, і через кілька місяців, 26-27 липня 1973 р. Черкаським обласним судом засуджено на п'ять років суворого режиму. Покарання відбував у концтаборі № 5 у Пермській області. Лише через десять років членство у спілці було поновлено. Тому й книжки його в цей період не виходили…
У творах письменника чітко визначається його громадянська позиція, іде постійне відстоювання людської гідності і порядності. Честь, совість, правда, патріотизм — основні морально-психологічні категорії як письменника, так і його героїв. Він схиляється перед людиною чесної праці.
Ще в шкільні роки майбутнього письменника зачарувало правдиве поетичне слово Олеся Гончара, що стало для нього вогником, який освітив молоду душу, котра прагла творчості. Пізніше йому світили в літературі, за його власним висловом, «три Григорії — Косинка та два брати Тютюнники». З цих джерел наснажувався він, шукаючи в літературу свою власну стежку. А власна письменницька стежка ніколи не бувала легкою. Тому намагалися вбити його вільну думку і правдиве слово маланчукісти, а тепер — ліві реакційні сили.
У літературу Василь Захарченко прийшов з журналістики, якою займався тривалий час після закінчення в 1958 році Київського університету. Спершу працював газетярем у Кременчуці, потім переїхав у шахтарський край, був редактором у видавництві «Донбас». З 1969 письменник живе і працює в Черкасах. Тут він написав свої найкращі повісті і романи, які були відзначені преміями. Крім згаданих збірок, вийшли: «Лозові кошики» (роман «Ярмарок» та низка оповідань) і «Велика Ведмедиця» (1988), до якої увійшли повісті «Мобілізовані» (тема війни), «Котилися вози з гори» (про українське село 80-х років, проблеми хліборобської честі та міжлюдських взаємин) і повість у новелах «Велика Ведмедиця» (сторінки з життя Павла Величая) та добірка оповідань про війну і сьогодення («Діти», «Пивиха» та ін.).
Василь Захарченко часто звертається до теми війни, розповідаючи про трагічні колізії і моральні втрати, які вона заподіяла. У повісті «Проїздом» (1981) і низці оповідань письменник розповів про воєнне і повоєнне дитинство, про труднощі і лихоліття окупаційних років, про зламані за цих обставин долі, людські (повість «Брат милосердний», 1982). У творах письменника багато правдивих, вражаючих деталей в зображенні характерів героїв, у відтворенні пережитих ними глибоких потрясінь (оповідання «Постріл», «Дзвінок на світанні» та ін.). Роман «Клекіт старого лелеки» (1989) був удостоєний премії ім. Андрія Головка, а за новелістичну творчість (зокрема новелу «Шістнадцять георгіївських кавалерів») письменник одержав літературну премію імені Юрія Яновського (1991).
Творчість Василя Захарченка завжди наснажувала ідейно-патріотична спрямованість поезії і приклад життя Тараса Шевченка. Письменникові-громадянинові болить доля України і її тяжкі сходинки до справжньої демократії і незалежності. Ми любимо цитувати Шевченка, особливо про «очікуваного Вашингтона», говорить письменник, але що робимо для того, щоб Вашингтон прийшов? «Прочитайте „Кобзар“, — закликає Захарченко. — Там у кожному рядкові проглядає наш український Вашингтон. Бо сам Шевченко був першим нашим Президентом, першим Парламентом, нашою Державою. Такою державою, у якої кожна жилочка тремтіла за Україну». А ми поки що «завчено проказуємо Шевченкові слова й сидимо собі на припічку та й ждемо Вашінгтона-спасителя». Письменник, що успадкував дух Шевченка, закликає до єдності, до пробудження в собі «іскорки отого шевченківського вашінгтонізму» та до "оборони України ". Коли б все це було в нас, то була б Україна вже «в самісінькому центрі Європи, і не бідував би сьогодні так наш народ». В. Захарченко живе любов'ю до Т. Шевченка і вірою в те, що з ним «ми побудуємо свою Державу навіки», і що із Шевченком нас не зіб'ють з власного шляху ніякі вітри — ні сибірські, ні колимські, ні московські.
Ось за такі слова, що випливають з твердих ідейних переконань письменника, за його любов до України самостійної, за працю задля незалежності своєї Держави чорнять і провокують ліві реакційні сили, що мріють про відновлення комуністичної системи в межах «єдіной і недєлімой». Ці сили нав'язують В. Захарченкові боротьбу — жорстоку, безкомпромісну. Вони знову вимагають виключення його з Спілки письменників. Але не той час, коли люди були сковані страхом і мовчазною згодою. Шлях до правди тяжкий, але його Василь Захарченко обрав ще в юні роки і не зверне з нього, як не звертали герої його талановитих книг.
Василь Захарченко вважає, що «спілкуючись російською, ми вбиваємо Україну щоденно, щогодинно, щохвилинно…».
Пішов з життя 5 грудня 2018 року в м. Черкаси.

## Вшанування пам'яті
- У селі Гутирівка є вулиця Василя Захарченка.
- У Черкасах на його честь названий один з провулків міста (колишній провулок Пушкіна).

## Твори
- «Співучий корінь», повісті та оповідання, 1964
- «Стежка», повісті та оповідання, 1968
- «Дзвінок на світанні», повісті та оповідання, 1981
- «У п'ятницю після обід», повісті та оповідання, 1982
- «Брат милосердний», повість, 1982
- «Лозові кошики», роман «Ярмарок» та низка оповідань, 1988
- «Велика Ведмедиця», роман «Ярмарок» та низка оповідань, 1988
- «Лозові кошики», збірка повістей «Мобілізовані» (тема війни), «Котилися вози з гори» (про українське село 80-х років, проблеми хліборобської честі та міжлюдських взаємин) і повість у новелах «Велика Ведмедиця» (сторінки з життя Павла Величая) та добірка оповідань про війну і сьогодення («Діти», «Пивиха» та ін.), 1988
- «Клекіт старого лелеки», повість, 1989 (удостоєний премії імені Андрія Головка)
- «Шістнадцять георгіївських кавалерів», новела, 1991 (удостоєний літературної премії імені Юрія Яновського)
- «Прибутні люди», роман, журнал «Вітчизна», 1994
- «Великі лови», роман, публіцистика, — К. : Молодь — 318 с. — 1000пр. экз. — ISBN 966-7615-33-2, 2002[7]
- «Пий воду з криниці твоєї…», роман, — К. : Український письменник — 215 с. — 3000 пр. экз. — ISBN 966-579-155-1, 2004[7]
- «Прибутні люди», романи, повість, передм. М. Ф. Слабошпицький. — К. : Грамота — 656 с. ; 20 см. — (Бібліотека Шевченківського комітету). — 5000пр. экз. — ISBN 978-966-349-069-5, 2007[7]
- «Крізь срібний іній». Романи, оповідання. Черкаси. Видавець Чабаненко Ю. А. , 2005. — ISBN 966-8702-49-2
- «На камені рідного слова». Публіцистика. Черкаси. Видавець Чабаненко Ю. А., 2006. — ISBN 966-8702-69-7
- «На відстані зойку». Оповідання. Щоденник. Черкаси. Видавець Чабаненко Ю. А., 2007. — ISBN 966-493-030-4
- «У магнієвому спаласі». Щоденник. Черкаси. Видавець Чабаненко Ю. А., 2009

## Нагороди та відзнаки
- Національна премія України імені Тараса Шевченка (1995)
- Літературна премія імені Юрія Яновського
- Літературна премія імені Андрія Головка
- Премія Олекси Гірника
- Почесний громадянин міста Черкаси (2020)[8].